# ناحیه فدرالی سیبری

موقعیت ناحیه فدرالی سیبری در روسیه

ایالت فدرالی سیبری (به روسی: Сиби́рский федера́льный о́круг) یکی از هشت ایالت فدرالی روسیه است. جمعیت آن بر پایه سرشماری سال ۲۰۱۰ میلادی برابر با ۱۹٬۲۵۴٬۳۰۰ نفر (۷۲٪ شهری) اعلام شد. مساحت این ناحیه ۵٬۱۱۴٬۸۰۰ کیلومتر مربع (۱٬۹۷۴٬۸۰۰ مایل مربع) است.

## واحدهای فدرال
این ایالت فدرال از ۱۲ واحد فدرال تشکیل شده‌است. یکی از این ۱۲ واحد فدرال، واحد فدرالی بنام سرزمین کراسنویارسک است که از لحاظ وسعت بین این ۱۲ واحد فدرال در رتبه اول قرار دارد. سرزمین کراسنویارسک به تنهایی بیش از ۴۵٪ از مساحت ناحیه فدرالی سیبری را در بر می‌گیرد.
|    |      |                    |               |
| #  | پرچم | ناحیه              | مرکز          |
| -- | ---- | ------------------ | ------------- |
| ۱  |      | جمهوری آلتایی      | گورنو-آلتایسک |
| ۲  |      | سرزمین آلتایی      | بارنائول      |
| ۳  |      | جمهوری بوریاتیا    | اولان‌اوده     |
| ۴  |      | سرزمین زابایکالسکی | چیتا          |
| ۵  |      | استان ایرکوتسک     | ایرکوتسک      |
| ۶  |      | استان کمروفو       | کمروف         |
| ۷  |      | سرزمین کراسنویارسک | کراسنویارسک   |
| ۸  |      | استان نووسیبیرسک   | نووسیبیرسک    |
| ۹  |      | استان امسک         | امسک          |
| ۱۰ |      | استان تومسک        | تومسک         |
| ۱۱ |      | جمهوری تووا        | کیزیل         |
| ۱۲ |      | جمهوری خاکاسیا     | آباکان        |